# ノースフィールド・マナー・ハウス
ノースフィールド・マナー・ハウス(Northfield Manor House)は、イングランド中部バーミンガム郊外のノースフィールド(Northfield)にあるマナー・ハウス。かつて、ジョージ・キャドバリーとその妻エリザベスの邸宅であった。その後、キャドバリー家はこの邸宅をバーミンガム大学に寄贈したため、近年まで大学の施設として使用されていた。現在も同大学が所有している。
このマナー・ハウスの場所には、もともとジャーヴォワーズ(Jervoise)家が所有するノースフィールドの荘園（マナー）の一部として、1750年ころには農場の建物があったことが記録されている。1809年にロンドンの商人であったダニエル・レッザム(Daniel Ledsam)がこの屋敷を購入した。このレッザムが、既に存在していた建物に様々な増改築を加え、現在の主屋の形態を作り上げたと考えられている。
ジョージ・キャドバリーは1890年にこの邸宅を購入し、1894年には、バーミンガム郊外のセリー・オーク(Selly Oak)にあったウッドブルック(Woodbrooke)の邸宅（後のウッドブルック・クエーカー・スタディ・センター）から当地へ移り住んだ。キャドバリー夫妻は、ジョージが没した1922年まで当地でともに暮らし、未亡人となったエリザベスもそのまま1951年に93歳で死去するまでここに住んでいた。
建物はその後、ホランド・W・ホビス(Holland W. Hobbiss)の手で学寮に改装され、さらに増棟された。
建築様式としては、チューダー様式の石と煉瓦を中心にしつつ、木材によるフレーミング工法を取り入れており、突き出したポーチ（車寄せ）と湾曲した出窓は、初期のキャドバリー社の工場建築を設計したジョージ・ガッド(George Gadd)の設計による可能性が高い。内装は、羽目板や彫刻装飾類を多用したジャコビアン様式によっている。
この建物は、地元ではグレードAの保存建築とされており、重要文化財建築物(listed building)としての登録申請が行なわれたこともあったが、2010年にイングリッシュ・ヘリテッジによってこの申請は却下された。